# Volčja Jama (gmina Trebnje)
Volčja Jama – wieś w Słowenii, w gminie Trebnje. W 2018 roku liczyła 14 mieszkańców.